# ラグナル・ロズブロークのサガ

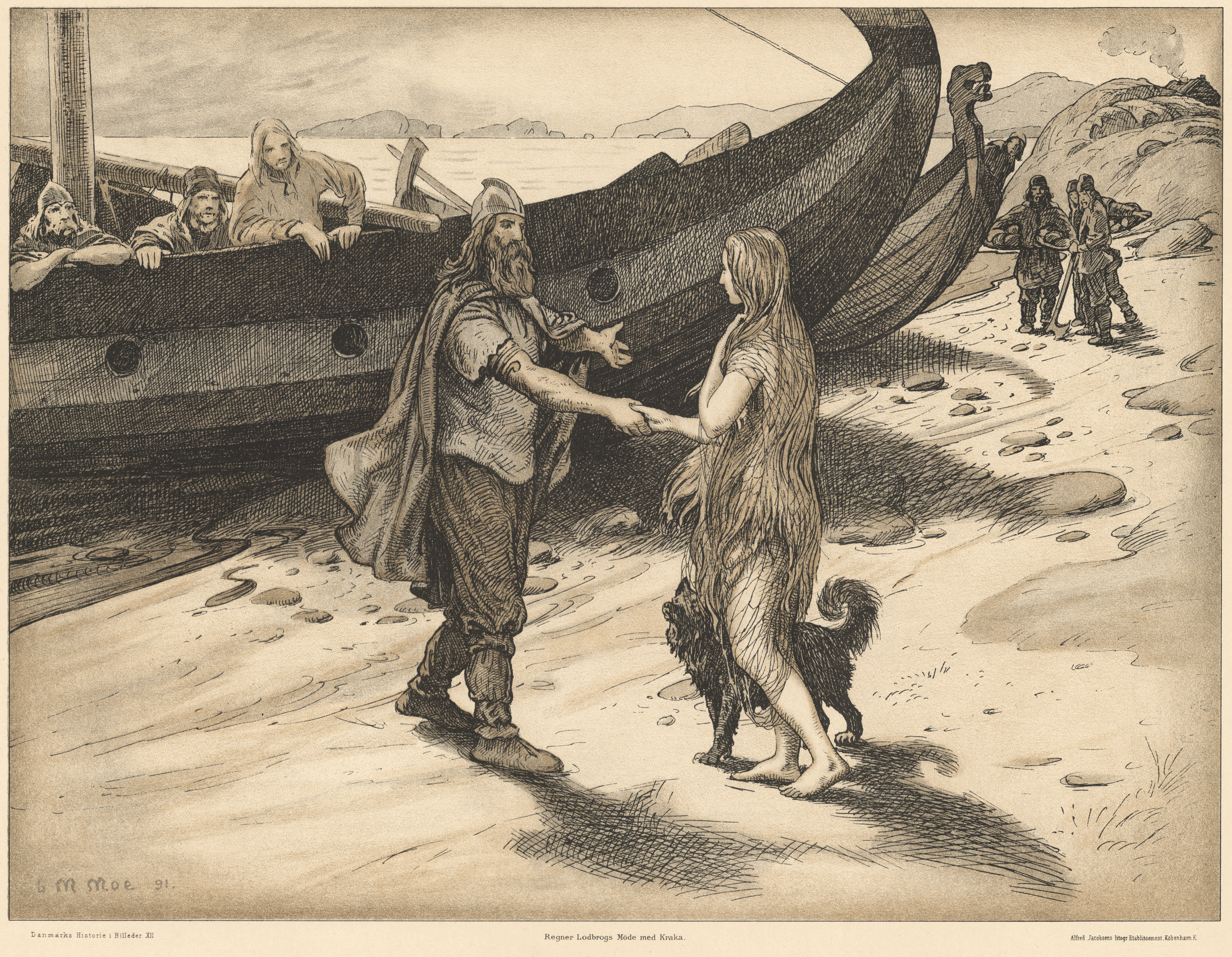
クラーカ（アースラウグ）を迎え入れるラグナル。19世紀の絵画より。

ラグナル・ロズブロークのサガ（古ノルド語: Ragnars saga loðbrókar）は、アイスランドのサガの一つ。伝説的なヴァイキングの王ラグナル・ロズブロークに関する物語が描かれており、伝説的サガに分類される。内容の成立は13世紀後半かそれ以降と考えられている。最古の写本は14世紀末のもので、『ヴォルスンガ・サガ』と同じ写本に収められており、『ヴォルスンガ・サガ』の直後に配置されていた。内容面でも『ヴォルスンガ・サガ』から続くものとなっている。

## 内容
物語で描かれているのは、『ヴォルスンガ・サガ』に登場する英雄シグルズとブリュンヒルドの娘であり、後にラグナルの妃となる女性アースラウグの生い立ち、ラグナルの竜退治とソーラ姫との結婚、ソーラとの死別後のラグナルとアースラウグの結婚、戦いにおける彼らの息子たち（およびアースラウグ）の事績、そしてノーサンブリア王エッラの手によるラグナルの死と、息子たちによる仇討である。

## 文学的文脈
『ラグナル・ロズブロークのサガ』の情報源にはブレーメンのアダムやサクソ・グラマティクスが含まれている。サクソの『デンマーク人の事績』の「第9の書」の内容が、ラグナルがソーラを追い求める物語、ラグナルとアースラウグの結婚、ラグナルの息子たちの事績の記述と重なっている。
また、『ラグナル・ロズブロークのサガ』は『ヴォルスンガ・サガ』の続編の体裁を取っており、シグルズやブリュンヒルドといった伝説的な人物を9世紀から11世紀の歴史的な出来事に接続するとともに、第18章で「〔ラグナルとアースラウグの息子の〕蛇の目のシグルズ（シグルズ・オルム）からは偉大な一族が生まれた。彼の娘はラグンヒルドであり、ノルウェー全土を支配した最初の王であるハラルド美髪王の母である」と述べられているように、シグルズをノルウェー王家の祖先として描くことでノルウェー王家の権威を高めようとしている。